# Vlag van Diemen

Vlag van de gemeente Diemen
(sinds 6 februari 2009)

De vlag van Diemen is naast het wapen van Diemen een van de officiële symbolen van de Nederlandse gemeente Diemen. De vlag is sinds 6 februari 2009 gelijk aan het wapen van de gemeente, en kan als volgt worden beschreven:
De vlag bestaat uit drie banen van gelijke hoogte in de kleuren blauw, wit en blauw. In de witte baan staan drie achter elkaar geplaatste zwemmende zwarte eenden.
In tegenstelling tot de eenden op het wapen zijn deze eenden geheel zwart van kleur.
De vlag werd ontworpen omdat meerdere gemeenten in de omgeving (Muiden en Weesp) een vlag voerden die veel leek op die van Diemen, en de gemeente zich wilde onderscheiden.

## Vorige vlag

Voormalige vlag van de gemeente Diemen
(van ca. 1930 tot 6 februari 2009)

Vanaf ca. 1930 tot de invoering van de nieuwe vlag bestond de vlag van Diemen uit drie gelijke horizontale banen in de kleuren blauw-wit-blauw (dus zonder de eendjes). Deze vlag is voor zo ver bekend nooit formeel vastgesteld. De vlag kwam overeen met de vlag van Almelo.

## Verwant wapen

Wapen van Diemen

## Trivia
De burgemeester en wethouders hadden aanvankelijk voorgesteld om in de onderste baan nog de naam van de gemeente in wit te plaatsen, maar dit is door de raad afgewezen. Men vond de vlag zo kenmerkend dat deze geen tekst nodig heeft. Vlaggen met tekst zijn zeer ongebruikelijk, vooral om praktische redenen: tekst is op een wapperende vlag op tientallen meters afstand vrijwel altijd onleesbaar.
Aalsmeer · Alkmaar · Amstelveen · Amsterdam · Bergen · Beverwijk · Blaricum · Bloemendaal · Castricum · Den Helder · Diemen · Dijk en Waard · Drechterland · Edam-Volendam · Enkhuizen · Gooise Meren · Haarlem · Haarlemmermeer · Heemskerk · Heemstede · Heiloo · Hilversum · Hollands Kroon · Hoorn · Huizen · Koggenland · Landsmeer · Laren · Medemblik · Oostzaan · Opmeer · Ouder-Amstel · Purmerend · Schagen · Stede Broec · Texel · Uitgeest · Uithoorn · Velsen · Waterland · Wijdemeren · Wormerland · Zaanstad · Zandvoort